# HomeKit

Logo Homekit d'Apple.

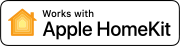
Avís o etiqueta de HomeKit.

HomeKit, també conegut com Apple Home, és un marc de programari desenvolupat per Apple Inc., disponible a iOS i iPadOS que permet als usuaris configurar, comunicar-se i controlar els electrodomèstics intel·ligents mitjançant dispositius Apple. Proporciona als usuaris una manera de descobrir automàticament aquests dispositius i configurar-los. Mitjançant el disseny d'habitacions, elements i accions a HomeKit, els usuaris poden habilitar accions automàtiques a casa mitjançant una simple ordre de veu a Siri o a través de l'aplicació Home. Amb HomeKit, els desenvolupadors són capaços de crear aplicacions complexes per gestionar els accessoris a un alt nivell. HomeKit és simplement un protocol de comunicació, que integra i opera diversos tipus d'accessoris dins de la llar.
HomeKit es va crear per diversos motius. El motiu principal era facilitar les tasques dins de la llar. Va ser creat per oferir a les persones mètodes i diferents eines per canviar i adaptar determinades capacitats de la llar als seus desitjos específics. Això es va fer per compensar la sol·licitud en curs de coavaluació del sistema usuari. HomeKit gestiona els electrodomèstics connectats mitjançant el protocol d'accessoris HomeKit (HAP). Els missatges d'HomeKit s'envien contínuament mitjançant dispositius alimentats, que estan connectats a HomeKit. Incorporen camps que reconeixen l'accessori específic i quina categoria es troba. Cada categoria, a més, té un codi que s'utilitza per identificar quin és el dispositiu. També s'identifica amb el número d'estat global (GSN). Aquest nombre augmenta cada vegada que es modifica l'estat de l'accessori. Com la majoria de dispositius Apple, s'utilitzen els protocols de continuïtat d'Apple. Els protocols de continuïtat consisteixen en tecnologies sense fil, com ara Bluetooth/BLE i WiFi. Es poden dur a terme mitjançant una connexió de dispositiu a dispositiu. HomeKit utilitza protocols Bluetooth i Wi-Fi. A HomePods i alguns Apple TV, Thread també s'utilitza per connectar-se i comunicar-se amb dispositius. Els fabricants de dispositius habilitats per HomeKit estan obligats a inscriure's al Programa MFi, i inicialment tots els productes basats en HomeKit havien d'incloure un coprocessador de xifratge. Aquest darrer requisit es va canviar més tard a iOS 11, que va afegir suport per a l'autenticació basada en programari. Els equips fabricats sense suport HomeKit es poden habilitar per utilitzar-los mitjançant un producte "gateway", un pont que connecta aquests dispositius al servei HomeKit.